# Fuji TV
Fuji Television Network, Inc. (jap. 株式会社フジテレビジョン Kabushiki-gaisha Fuji Terebijon) – japoński nadawca telewizyjny z siedzibą na wyspie Odaiba w dzielnicy Minato, w Tokio, założony w 1957 roku. Posiada kilkanaście biur zagranicznych.

## Historia
Fuji Television Network została założona w 1957 roku, nadawanie rozpoczęła 1 marca 1959. W czerwcu tego samego roku Fuji TV utworzyła sieć z Tokai TV, Kansai TV oraz Kyushu Asahi Broadcasting. W październiku 1966 roku została utworzona Fuji News Network (FNN) – telewizja informacyjna wymieniająca wiadomości z lokalnymi stacjami.
1 kwietnia 1986 roku Fuji TV zmieniła logo firmy ze starego „Kanał 8” na „Medama” stosowanego przez grupę Fujisankei Communications Group. W 1987 roku Fuji TV współpracowało z firmą Nintendo nad stworzeniem gry Yume Kōjō: Doki Doki Panic, na której bazowała późniejsza gra Super Mario Bros. 2. 10 marca 1997 roku Fuji TV została przeniesiona ze starej siedziby w Kawada-chō (Shinjuku), do nowego budynku w Odaiba, zaprojektowanego przez Kenzō Tange.
Od 2002 roku Fuji TV jest współfinansowana przez konkurs Clarion Girl, organizowany corocznie w celu wybrania przedstawiciela do Clarion, który reprezentuje produkty Car-audio tej firmy w telewizji i kampaniach reklamowych w ciągu następnego roku.
3 marca 2006 roku do Fuji Television Network przyłączyła się stacja Nippon Broadcasting Holdings, przejęta przez Nippon Broadcasting System dwa dni wcześniej. 1 października 2008 roku była Fuji TV została certyfikowaną, transmitującą spółką holdingową Fuji Media Holdings, a nowo założona Fuji Television Network przejęła działalność nadawczą.

## Nadajniki

### Analogowy
- z dniem 24 lipca 2011 r., data zakończenia

JOCX-TV – Fuji Television Analog (jap. フジテレビジョン・アナログ)
- Tokyo Tower – Channel 8

### Cyfrowy
JOCX-DTV – Fuji Television Analog (jap. フジテレビジョン・アナログ)
- Remote Controller ID 8
- Wieża Tokijska – Channel 21